# Romanticismo (film 1915)
Romanticismo è un film italiano del 1915 diretto da Carlo Campogalliani.

## Trama
Lombardo-Veneto, nel 1854. Il conte Lamberti vorrebbe aderire ai gruppi patriottici che si vanno formando, ma ne è impedito dalla madre, fervente sostenitrice degli austriaci. La sua indecisione gli ha anche alienato l'amore della moglie Anna, che si sente attratta da Cezky, un profugo polacco segretario del marito. Quando quest'ultimo entra tra i cospiratori riacquista la sua dignità e la fiducia della moglie. Cezky, vistosi abbandonato, denuncia Lamberti alla polizia austriaca e poi si uccide. Il conte di Riez lo avverte che è prossimo il suo arresto, ma questi preferisce far partire il giovane figlio Giacomo al suo posto. Soddisfatto di aver riconquistato l'amore di sua moglie e salvaguardato l'amor di patria si consegna al suo destino.

## Critica
(Raimondo Paglietti, La Vita Cinematografica, 31 gennaio 1916)